# Åselstad
Åselstad är en tidigare tätort i Norrköpings kommun, Östergötlands län. Vid 2015 års tätortsavgränsning hade den vuxit samman med Norrköpings tätort. Samhället är beläget invid Ensjön.

## Historia
Åselstad var från början ett sommarsamhälle. Före eller runt 1940 gavs rätten att arrendera tomter genom Stens Gård. Åselstads Villaägareförening bildades 1943 då folk erbjöds att friköpa dessa tomter. Samhället utvecklades och det kunde räkna cirka 165-170 tomter med sommarhus under 1960-talet. Föreningen byggde en festplats med dansbana och lotteribyggnader i sluttningen mot vad som idag benämns Kvarnberget. Denna revs senare och delar flyttades till den fotbollsplan av 7-mannastorlek som anlades i samhällets södra del några år in på 1950-talet. Fram till slutet av 1960-talet fanns även en sommarbutik, Konsum, som drevs av KF Kooperativa Förbundet.
Föreningen anordnade midsommarfester och andra arrangemang ett par gånger per sommar. År 1955 bildades Åselstad Sportklubb för främst fotboll som organiserades av Koloni- och Villaägarnas Samarbetskommitté. Men redan under 1940-talet anordnades fotboll och andra motionsträffar. I slutet av 1960-talet tog ett gäng ungdomar tag i klubbens styre och därmed idrotten som i föreningsform hade drivits utan styrelse under en tid. Klubben hade lag i knatte, pojk, junior, senior, dam och oldboys. Dessutom arrangerades badmintonturneringar. Klubben ordnade dessutom idrottsfester vid festplatsen.
Redan på 1960-talet började fastighetsägare att bygga ut och permanenta sin stuga för att bosätta sig i Åselstad året runt och när kommunalt VA kom blev det än fler. Dessutom fick grusvägarna permanent beläggning. Sportklubbens gäng flyttade däremot bort och verksamheten dog ut under 1990-talet. Numera har fler tomtytor skapats och många nya villor byggts, antalet kvarvarande sommarstugor är i minoritet. Kvar från förr är sommarbussen och fotbollsplanen men denna brukas inte frekvent. Badet är dock sig likt och badbryggan har rustats upp. Gångstigar ner till badet har anlagts och även en lekplats.
I slutet av 1990-talet var antalet åretruntboende stort och år 2000 gick samhället från att vara småort till tätort. Vid 2015 års tätortsavgränsning hade tätorten vuxit samman med Norrköpings tätort.

### Befolkningsutveckling
| Befolkningsutvecklingen i Åselstad 1990–2010                         | Befolkningsutvecklingen i Åselstad 1990–2010 | Befolkningsutvecklingen i Åselstad 1990–2010 | Befolkningsutvecklingen i Åselstad 1990–2010 | Befolkningsutvecklingen i Åselstad 1990–2010 |
| -------------------------------------------------------------------- | -------------------------------------------- | -------------------------------------------- | -------------------------------------------- | -------------------------------------------- |
|                                                                      |                                              |                                              |                                              |                                              |
| År                                                                   |                                              |                                              | Folkmängd                                    | Areal (ha)                                   |
| 1990                                                                 | 1990                                         |                                              | 87                                           | #                                            |
| 1995                                                                 | 1995                                         |                                              | 111                                          | 72#                                          |
| 2000                                                                 | 2000                                         |                                              | 249                                          | 48                                           |
| 2005                                                                 | 2005                                         |                                              | 430                                          | 51                                           |
| 2010                                                                 | 2010                                         |                                              | 475                                          | 50                                           |
| Anm.: Ny tätort 2000. Sammanvuxen med Norrköping 2015. # Som småort. |                                              |                                              |                                              |                                              |